# Краснотурьинское водохранилище
Краснотурьинское водохранилище (пруд Турья) — водохранилище на реке Турья, в городе Краснотурьинск Свердловской области России. Создано в 1942 году для Богословского алюминиевого завода. Источник производственного, хозяйственно-бытового водоснабжения и рекреационный водоём.

## География
Плотина расположена на реке Турья в 53 км от устья, на территории Краснотурьинска. Верховья пруда находятся в Карпинском городском округе, подпор воды доходит до Карпинска. На берегах в низовьях и верховьях городская застройка, в средней части берега покрыты лесом. Впадают несколько малых рек, из которых более значительна Лимка (впадает с левого берега), образующая залив водохранилища.

## История
Водохранилище было создано в 1942 году для обеспечения водой Богословского алюминиевого завода, а также населения будущего города Краснотурьинска. Велось строительство по проекту БАЗстроя НКВД, преимущественно силами трудармейцев. Плотина высотой 14 метров возведена из набросного камня с деревянным экраном. Кроме плотины, в состав гидроузла вошли паводковый водосброс и донный выпуск из монолитного железобетона. Позднее, в 1948 и 1964 годах, проводились ремонты и доработки плотины. В 2000—2004 годах в несколько этапов проведена полная реконструкция гидроузла по проектам, разработанным институтом «Уральский Водоканалпроект». Деревянный экран был заменен железобетонным, появились новые водосбросы и затворы с подъёмными механизмами.

## Морфометрия
Площадь водосбора 790 км², площадь водной поверхности 6,1 км², нормальный подпорный уровень 175,5 м, полный объём 24,3 млн м³, полезный объём 23 млн м³, Максимальная высота плотины 15 метров, отметка гребня плотины 176,7 метра, длина 285 метров. В государственном водном реестре указана площадь 4,55 км².

## Данные водного реестра
По данным государственного водного реестра России относится к Иртышскому бассейновому округу, водохозяйственный участок Сосьва от истока до в/п д. Морозково, речной подбассейн реки — Тобол. Речной бассейн реки — Иртыш.
Код объекта в государственном водном реестре — 14010502421411200012218.